# O chłopcu, który umiał latać
O chłopcu, który umiał latać (ang. The boy who could fly) – film dramatyczny z 1986 w reżyserii Nicka Castle’a. W rolach głównych zagrali Lucy Deakins i Jay Underwood. Wydany w Stanach Zjednoczonych 15 sierpnia 1986 roku, w Argentynie 4 września 1986 roku, w Finlandii 19 grudnia 1986 roku, w Australii 26 grudnia 1986 roku, a w Japonii 21 marca 1987 roku.

## Opis fabuły
Historia toczy się w małym miasteczku, do którego przeprowadza się Charlene Michaelson (Bonnie Bedelia), samotnie wychowująca córkę Milly (Lucy Deakins) i syna Louise'a (Fred Savage). Jej mąż popełnił samobójstwo na wieść, że jest chory na raka. Po sąsiedzku mieszka autystyczny chłopak Eric Gibb (Jay Underwood), który stracił rodziców w katastrofie samolotowej. Chce zostać ptakiem, który uratuje rodziców. Milly zaciekawia dziwny sąsiad i z czasem się z nim zaprzyjaźnia.

## Obsada
| Aktor            | Rola                      |
| ---------------- | ------------------------- |
| Lucy Deakins     | Amelia „Milly” Michaelson |
| Jay Underwood    | Eric Gibb                 |
| Bonnie Bedelia   | Charlene Michaelson       |
| Fred Savage      | Louis Michaelson          |
| Colleen Dewhurst | Mrs. Carolyn Sherman      |
| Fred Gwynne      | Uncle Hugo Gibb           |
| Janet MacLachlan | Mrs. D'Gregario           |
| Mindy Cohn       | Geneva Goodman            |
| Jason Priestley  | Gary                      |
| Cameron Bancroft | Joe                       |
| Louise Fletcher  | Dr. Grenader              |